# براون‌فلس
شهر براون‌فِلس (braunfels) در ایالت هسن در کشور آلمان واقع شده‌است.